# 不融通物
不融通物又稱不流通物，為不能為私權上的交易客體者，不得買賣，甚至持有，以不融通物為標的的契約無效，如公園、道路、毒品、機關廳舍等均屬之。

## 不融通物類別
一般而言，不融通物可分為以下幾類：

### 古物及法物
古物及法物只屬於文化資產的古物、古蹟等。

### 公有物
公有物又稱公務用物，包括國家或公共團體或其他公法人所有之物，意即基於國家公權力目的所使用之物，如政府機關的建築物、監獄、軍艦等皆屬之。

### 公用物
公用物為以直接供一般大眾使用為目的之物，包括如學校、公園、道路、圖書館、河川等。

### 違禁物
違禁物為法令上禁止為交易客體的物，可分為兩種，一為不禁止所有但禁止融通，如猥褻書畫等；另有禁止融通也不可所有者，如毒品等。